# Wyżnie Durne Wrótka
Wyżnie Durne Wrótka (słow. Vyšné pyšné vrátka) – wybitna przełęcz w Durnej Grani w słowackiej części Tatr Wysokich. Jest pierwszym od góry wyraźnym siodłem w tej grani i oddziela Durną Czubkę na północy od Zadniego Durnego Kopiniaka na południu.
Przełęcz jest wyłączona z ruchu turystycznego. Zachodnie stoki Wyżnich Durnych Wrótek opadają do Spiskiego Kotła, natomiast wschodnie do Klimkowego Żlebu – dwóch odgałęzień Doliny Małej Zimnej Wody i jej górnego piętra, Doliny Pięciu Stawów Spiskich. Drogi dla taterników prowadzą na siodło depresją z Klimkowego Żlebu oraz rynną ze Spiskiego Kotła.
Pierwsze wejścia na Wyżnie Durne Wrótka miały miejsce przy okazji pierwszych przejść Durnej Grani.